# (500393) 2012 TC89
(500393) 2012 TC89 es un asteroide perteneciente al cinturón de asteroides, descubierto el 6 de octubre de 2012 por el equipo del Pan-STARRS desde el Observatorio de Haleakala, Hawái, Estados Unidos.

## Designación y nombre
Designado provisionalmente como 2012 TC89.

## Características orbitales
2012 TC89 está situado a una distancia media del Sol de 3,004 ua, pudiendo alejarse hasta 3,168 ua y acercarse hasta 2,839 ua. Su excentricidad es 0,054 y la inclinación orbital 12,15 grados. Emplea 1901,88 días en completar una órbita alrededor del Sol.
El próximo acercamiento a la órbita terrestre se producirá el 21 de mayo de 2023.

## Características físicas
La magnitud absoluta de 2012 TC89 es 16,1.